# 達奴
達奴也譯達努、達納（Danu；現代愛爾蘭語：Dana）是凱爾特神話中，神族圖哈德達南所信仰的母神。在中世紀愛爾蘭並沒有文本直接提及達奴的名字，是學者通過所有格Danann（也說明Donand或Danand）重建達奴之名，圖哈德達南（Tuatha Dé Danann）之意即為「達奴的子民」。在愛爾蘭神話中，Anu（或Ana，有時稱為Anann或Anand）女神也可能是達奴的代名詞。她是掌管生育力、智慧和風的女神，據說她哺育了眾神。

## 語源
「Danu」並未出現在任何中世愛爾蘭文獻中，而是現代學者基於唯一在主要來源中有記載的屬格形式「Danann」（亦拼作「Donand」或「Danand」）的重建（例如在愛爾蘭神祇的集體名稱「Tuatha dé Danann」中，意為「達努之族/人民」）。在愛爾蘭神話中，「Anu」（有時寫作「Anann」或「Anand」）是一位女神。她可能是獨立的女神，或是達努的另一個名稱，在這種情況下，「Danu」可能是「*di[a] Anu」的縮寫（意為「女神Anu」）。 這也可能是由於Anu與短語「na trí dée dána」的混淆所引起的。
自19世紀以來，「Danu」這個名字的語源問題一直存在激烈的爭論，一些早期學者主張它與吠陀水女神「Danu」有關，該名字源自原始印歐語根「*dʰenh₂-」，意為「流動、奔流」，這也可能與古老的多瑙河名稱「Danuuius」有關——這可能是凱爾特語的來源，但也有可能是早期斯基泰語對凱爾特語的借詞。
Danu與古愛爾蘭語單詞「dán」聯繫起來，該詞指的是藝術技能。在早期愛爾蘭，工匠和其他技藝高超的工作者被稱為「aes dána」，即「技藝之人」。
語言學家艾里克·P·汉普在2002年對「Danu」這個名字的考察中拒絕了傳統的語源學說，並提出「*Danu」源自與拉丁語「bonus」（古拉丁語「duenos」）相同的語根，來自原始印歐語「*dueno-」，意為「好」，通過原始凱爾特語的主格單數n-詞幹「*Duonū」（意為「貴族」）。